# Liste des titres musicaux numéro un en Allemagne en 1974
Cette page liste les titres numéro un dans les meilleures ventes de disques en Allemagne pour l'année 1974 selon Media Control Charts.
Les classements sont issus des 100 meilleures ventes de singles et des 100 meilleures ventes d'albums. Ils se déroulent du vendredi au jeudi, et sont publiés le mardi par l'industrie musicale allemande.

## Classement des singles
| №  | Date         | Artiste           | Titre                      |
| -- | ------------ | ----------------- | -------------------------- |
| 1  | 4 janvier    | Mireille Mathieu  | La Paloma ade              |
| 2  | 11 janvier   | Lobo              | I'd Love You to Want Me    |
| 3  | 18 janvier   | Lobo              | I'd Love You to Want Me    |
| 4  | 25 janvier   | Lobo              | I'd Love You to Want Me    |
| 5  | 1er février  | Lobo              | I'd Love You to Want Me    |
| 6  | 8 février    | Lobo              | I'd Love You to Want Me    |
| 7  | 15 février   | The Sweet         | Teenage Rampage            |
| 8  | 22 février   | The Sweet         | Teenage Rampage            |
| 9  | 1er mars     | The Sweet         | Teenage Rampage            |
| 10 | 8 mars       | The Sweet         | Teenage Rampage            |
| 11 | 15 mars      | The Sweet         | Teenage Rampage            |
| 12 | 22 mars      | The Sweet         | Teenage Rampage            |
| 13 | 29 mars      | Dan the Banjo Man | Dan the Banjo Man          |
| 14 | 5 avril      | The Sweet         | Teenage Rampage            |
| 15 | 12 avril     | Nazareth          | This Flight Tonight        |
| 16 | 19 avril     | Terry Jacks       | Seasons in the Sun         |
| 17 | 26 avril     | Terry Jacks       | Seasons in the Sun         |
| 18 | 3 mai        | Terry Jacks       | Seasons in the Sun         |
| 19 | 10 mai       | Terry Jacks       | Seasons in the Sun         |
| 20 | 17 mai       | Terry Jacks       | Seasons in the Sun         |
| 21 | 24 mai       | Terry Jacks       | Seasons in the Sun         |
| 22 | 31 mai       | Terry Jacks       | Seasons in the Sun         |
| 23 | 7 juin       | ABBA              | Waterloo                   |
| 24 | 14 juin      | Terry Jacks       | Seasons in the Sun         |
| 25 | 21 juin      | ABBA              | Waterloo                   |
| 26 | 28 juin      | ABBA              | Waterloo                   |
| 27 | 5 juillet    | ABBA              | Waterloo                   |
| 28 | 12 juillet   | The Rubettes      | Sugar Baby Love            |
| 29 | 19 juillet   | The Rubettes      | Sugar Baby Love            |
| 30 | 26 juillet   | Vicky Leandros    | Theo, wir fahr’n nach Lodz |
| 31 | 2 août       | The Rubettes      | Sugar Baby Love            |
| 32 | 9 août       | The Rubettes      | Sugar Baby Love            |
| 33 | 16 août      | The Rubettes      | Sugar Baby Love            |
| 34 | 23 août      | The Rubettes      | Sugar Baby Love            |
| 35 | 30 août      | George McCrae     | Rock Your Baby             |
| 36 | 6 septembre  | George McCrae     | Rock Your Baby             |
| 37 | 13 septembre | George McCrae     | Rock Your Baby             |
| 38 | 20 septembre | George McCrae     | Rock Your Baby             |
| 39 | 27 septembre | George McCrae     | Rock Your Baby             |
| 40 | 4 octobre    | George McCrae     | Rock Your Baby             |
| 41 | 11 octobre   | George McCrae     | Rock Your Baby             |
| 42 | 18 octobre   | George McCrae     | Rock Your Baby             |
| 43 | 25 octobre   | George McCrae     | Rock Your Baby             |
| 44 | 1er novembre | George McCrae     | Rock Your Baby             |
| 45 | 8 novembre   | Carl Douglas      | Kung Fu Fighting           |
| 46 | 15 novembre  | Carl Douglas      | Kung Fu Fighting           |
| 47 | 22 novembre  | Carl Douglas      | Kung Fu Fighting           |
| 48 | 29 novembre  | Carl Douglas      | Kung Fu Fighting           |
| 19 | 6 décembre   | Carl Douglas      | Kung Fu Fighting           |
| 50 | 13 décembre  | Carl Douglas      | Kung Fu Fighting           |
| 51 | 19 décembre  | Carl Douglas      | Kung Fu Fighting           |
| 52 | 26 décembre  | Michael Holm      | Tränen lügen nicht         |

## Classement des albums
| №  | Date         | Artiste            | Titre          |
| -- | ------------ | ------------------ | -------------- |
| 1  | 4 janvier    | Compilation K-Tel  | 20 Power Hits  |
| 2  | 11 janvier   | Compilation K-Tel  | 20 Power Hits  |
| 3  | 18 janvier   | Compilation K-Tel  | 20 Power Hits  |
| 4  | 25 janvier   | Compilation K-Tel  | 20 Power Hits  |
| 5  | 1er février  | Compilation K-Tel  | 20 Power Hits  |
| 6  | 8 février    | Compilation K-Tel  | 20 Power Hits  |
| 7  | 15 février   | Compilation K-Tel  | 20 Power Hits  |
| 8  | 22 février   | Compilation K-Tel  | 20 Power Hits  |
| 9  | 1er mars     | Compilation K-Tel  | 20 Power Hits  |
| 10 | 8 mars       | Compilation K-Tel  | 20 Power Hits  |
| 11 | 15 mars      | Compilation K-Tel  | 20 Power Hits  |
| 12 | 22 mars      | Compilation K-Tel  | 20 Power Hits  |
| 13 | 29 mars      | Deep Purple        | Burn           |
| 14 | 5 avril      | Deep Purple        | Burn           |
| 15 | 12 avril     | Deep Purple        | Burn           |
| 16 | 19 avril     | Deep Purple        | Burn           |
| 17 | 26 avril     | Deep Purple        | Burn           |
| 18 | 3 mai        | Deep Purple        | Burn           |
| 19 | 10 mai       | Deep Purple        | Burn           |
| 20 | 17 mai       | Deep Purple        | Burn           |
| 21 | 24 mai       | Deep Purple        | Burn           |
| 22 | 31 mai       | Otto               | Otto 2         |
| 23 | 7 juin       | Otto               | Otto 2         |
| 24 | 14 juin      | Otto               | Otto 2         |
| 25 | 21 juin      | Otto               | Otto 2         |
| 26 | 28 juin      | Otto               | Otto 2         |
| 27 | 5 juillet    | Otto               | Otto 2         |
| 28 | 12 juillet   | Otto               | Otto 2         |
| 29 | 19 juillet   | Otto               | Otto 2         |
| 30 | 26 juillet   | Otto               | Otto 2         |
| 31 | 2 août       | Otto               | Otto 2         |
| 32 | 9 août       | Otto               | Otto 2         |
| 33 | 16 août      | Otto               | Otto 2         |
| 34 | 23 août      | Otto               | Otto 2         |
| 35 | 30 août      | Otto               | Otto 2         |
| 36 | 6 septembre  | Otto               | Otto 2         |
| 37 | 13 septembre | Otto               | Otto 2         |
| 38 | 20 septembre | Otto               | Otto 2         |
| 39 | 27 septembre | Otto               | Otto 2         |
| 40 | 4 octobre    | George McCrae      | Rock Your Baby |
| 41 | 11 octobre   | George McCrae      | Rock Your Baby |
| 42 | 18 octobre   | George McCrae      | Rock Your Baby |
| 43 | 25 octobre   | George McCrae      | Rock Your Baby |
| 44 | 1er novembre | Compilation K-Tel  | Music Power    |
| 45 | 8 novembre   | Compilation K-Tel  | Music Power    |
| 46 | 15 novembre  | Compilation K-Tel  | Music Power    |
| 47 | 22 novembre  | Compilation K-Tel  | Music Power    |
| 48 | 29 novembre  | Compilation K-Tel  | Music Power    |
| 19 | 6 décembre   | Compilation K-Tel  | Music Power    |
| 50 | 13 décembre  | Compilation K-Tel  | Music Power    |
| 51 | 19 décembre  | Compilation K-Tel  | Music Power    |
| 52 | 26 décembre  | Compilation Ariola | Super 20       |